# Asarkina ericetorum
Asarkina ericetorum là một loài ruồi trong họ Ruồi giả ong (Syrphidae). Loài này được Fabricius mô tả khoa học đầu tiên năm 1781. Asarkina ericetorum phân bố ở vùng Châu Phi